# 32432 Stansberry
32432 Stansberry è un asteroide della fascia principale. Scoperto nel 2000, presenta un'orbita caratterizzata da un semiasse maggiore pari a 3,192036 UA e da un'eccentricità di 0,084269, inclinata di 4,703287° rispetto all'eclittica. Ha un diametro di 9,645 km.